# (39464) Pöppelmann
(39464) Pöppelmann – planetoida z pasa głównego asteroid okrążająca Słońce w ciągu 3 lat i 288 dni w średniej odległości 2,43 j.a. Została odkryta 27 października 1973 roku w Obserwatorium Karla Schwarzschilda w Tautenburgu przez Freimuta Börngena. Nazwa planetoidy pochodzi od Matthäusa Daniela Pöppelmanna (1662–1736), saskiego architekta. Przed jej nadaniem planetoida nosiła oznaczenie tymczasowe (39464) 1973 UO5.